# Saint-Maximin-la-Sainte-Baume
Pour les articles homonymes, voir Baume.
Saint-Maximin-la-Sainte-Baume est une commune française située dans le département du Var en région Provence-Alpes-Côte d’Azur.

## Géographie

### Localisation
Située dans un petit bassin (fond d’un ancien lac) près des sources de l’Argens, dans une région que cernent au nord des collines boisées, entrecoupées de vignobles et au sud les assises du massif de la Sainte-Baume, Saint-Maximin-la-Sainte-Baume se signale à l’attention par sa basilique (abritant un orgue de Jean-Esprit Isnard).

### Communes limitrophes
| Ollières      | Seillons-Source-d'Argens      | Brue-Auriac |
| Pourcieux     | Saint-Maximin-la-Sainte-Baume | Bras        |
| Nans-les-Pins | Rougiers                      | Tourves     |

### Hydrographie et eaux souterraines
Cours d'eau traversant la commune :
- le canal de Provence finit sa route en passant par le sud de la ville ;
- l'Argens (fleuve) ;
- le Réal-Vieux (rivière)[2] ;
- Vallat d'Ollières ;
- le Cauron (limite est de la commune) ;
- l'Arc ;
- La Meyronne ;
- ruisseaux de Verdagne, de la Baume, Mère Vieille, des Fonatines, de Rocle.

### Climat
Pour des articles plus généraux, voir Climat de Provence-Alpes-Côte d'Azur et Climat du Var.
En 2010, le climat de la commune est de type climat méditerranéen franc, selon une étude du Centre national de la recherche scientifique s'appuyant sur une série de données couvrant la période 1971-2000. En 2020, Météo-France publie une typologie des climats de la France métropolitaine dans laquelle la commune est exposée à un climat méditerranéen et est dans la région climatique  Provence, Languedoc-Roussillon, caractérisée par une pluviométrie faible en été, un très bon ensoleillement (2 600 h/an), un été chaud (21,5 °C), un air très sec en été, sec en toutes saisons, des vents forts (fréquence de 40 à 50 % de vents > 5 m/s) et peu de brouillards.
Pour la période 1971-2000, la température annuelle moyenne est de 13,5 °C, avec une amplitude thermique annuelle de 15,9 °C. Le cumul annuel moyen de précipitations est de 756 mm, avec 6,3 jours de précipitations en janvier et 2,3 jours en juillet. Pour la période 1991-2020, la température moyenne annuelle observée sur la station météorologique installée sur la commune est de 13,7 °C et le cumul annuel moyen de précipitations est de 765,3 mm. 
La température maximale relevée sur cette station est de 42,5 °C, atteinte le 28 juin 2019 ; la température minimale est de −15,2 °C, atteinte le 12 février 2012,,.
| Mois                                  | jan.           | fév.           | mars          | avril         | mai           | juin          | jui.          | août          | sep.          | oct.          | nov.          | déc.          | année      |
| ------------------------------------- | -------------- | -------------- | ------------- | ------------- | ------------- | ------------- | ------------- | ------------- | ------------- | ------------- | ------------- | ------------- | ---------- |
| Température minimale moyenne (°C)     | 0,4            | 0,2            | 2,4           | 5,2           | 8,6           | 12,2          | 14,4          | 13,7          | 10,8          | 7,9           | 4,2           | 0,9           | 6,7        |
| Température moyenne (°C)              | 5,9            | 6,3            | 9,1           | 12,4          | 15,9          | 20,2          | 23            | 22,3          | 18,6          | 14,5          | 9,7           | 6,4           | 13,7       |
| Température maximale moyenne (°C)     | 11,3           | 12,4           | 15,8          | 19,5          | 23,2          | 28,2          | 31,6          | 31            | 26,4          | 21,1          | 15,2          | 11,9          | 20,6       |
| Record de froid (°C) date du record   | −10,4 25.01.11 | −15,2 12.02.12 | −7,6 06.03.10 | −7 08.04.21   | −0,7 07.05.19 | 3,4 03.06.06  | 6,6 16.07.16  | 5 31.08.06    | 0,9 21.09.17  | −3,9 30.10.12 | −8,6 18.11.07 | −9,7 20.12.09 | −15,2 2012 |
| Record de chaleur (°C) date du record | 23,1 28.01.08  | 22,6 28.02.19  | 25,6 30.03.12 | 29,4 09.04.11 | 33,5 27.05.22 | 42,5 28.06.19 | 39,6 18.07.23 | 40,1 23.08.23 | 33,7 04.09.16 | 32,1 08.10.23 | 22,6 07.11.15 | 23,2 30.12.21 | 42,5 2019  |
| Précipitations (mm)                   | 62,3           | 49,6           | 57,7          | 66,5          | 70,8          | 47,8          | 21,5          | 28,8          | 59,5          | 101           | 130,6         | 69,2          | 765,3      |

| Diagramme climatique                                  |             |             |             |             |              |              |            |              |            |              |             |
| J                                                     | F           | M           | A           | M           | J            | J            | A          | S            | O          | N            | D           |
| 11,30,462,3                                           | 12,40,249,6 | 15,82,457,7 | 19,55,266,5 | 23,28,670,8 | 28,212,247,8 | 31,614,421,5 | 3113,728,8 | 26,410,859,5 | 21,17,9101 | 15,24,2130,6 | 11,90,969,2 |
| Moyennes : • Temp. maxi et mini °C • Précipitation mm |             |             |             |             |              |              |            |              |            |              |             |

Les paramètres climatiques de la commune ont été estimés pour le milieu du siècle (2041-2070) selon différents scénarios d'émission de gaz à effet de serre à partir des nouvelles projections climatiques de référence DRIAS-2020. Ils sont consultables sur un site dédié publié par Météo-France en novembre 2022.

### Sismicité
Il existe trois zones de sismicité dans le Var : 
- zone 0 : risque négligeable. C'est le cas de bon nombre de communes du littoral varois, ainsi que d'une partie des communes du centre Var. Malgré tout, ces communes ne sont pas à l'abri d'un effet tsunami, lié à un séisme en mer ;
- zone Ia : risque très faible. Concerne essentiellement les communes comprises dans une bande allant de la montagne Sainte-Victoire au massif de l'Esterel ;
- zone Ib : risque faible. Ce risque, le plus élevé du département mais qui n'est pas le plus haut de l'évaluation nationale, concerne vingt et une communes du nord du département.

La commune de Saint-Maximin-la-Sainte-Baume est en zone sismique de très faible risque.

### Voies de communications et transports
La ville de Saint-Maximin est traversée par la RD 7n (ex-RN 7) et desservie par l'autoroute A8 ( 34) et par les routes départementales RD 560, RD 3, RD 64, RD 423.
La ville est située à 45 km de Marseille, 35 km de Aix-en-Provence, 50 km de Toulon, 80 km de Fréjus et à environ 90 km du golfe de Saint-Tropez.

## Urbanisme

### Typologie
Au 1er janvier 2024, Saint-Maximin-la-Sainte-Baume est catégorisée petite ville, selon la nouvelle grille communale de densité à sept niveaux définie par l'Insee en 2022.
Elle appartient à l'unité urbaine de Saint-Maximin-la-Sainte-Baume, une unité urbaine monocommunale constituant une ville isolée,. Par ailleurs la commune fait partie de l'aire d'attraction de Marseille - Aix-en-Provence, dont elle est une commune de la couronne,. Cette aire, qui regroupe 115 communes, est catégorisée dans les aires de 700 000 habitants ou plus (hors Paris),.

### Occupation des sols
Le tableau ci-dessous présente l'occupation des sols de la commune en 2018, telle qu'elle ressort de la base de données européenne d’occupation biophysique des sols Corine Land Cover (CLC).
| Type d’occupation                                                                   | Pourcentage | Superficie (en hectares) |
| ----------------------------------------------------------------------------------- | ----------- | ------------------------ |
| Tissu urbain discontinu                                                             | 21,5 %      | 1389                     |
| Zones industrielles ou commerciales et installations publiques                      | 0,6 %       | 38                       |
| Terres arables hors périmètres d'irrigation                                         | 0,6 %       | 38                       |
| Vignobles                                                                           | 16,9 %      | 1095                     |
| Systèmes culturaux et parcellaires complexes                                        | 6,2 %       | 401                      |
| Surfaces essentiellement agricoles interrompues par des espaces naturels importants | 6,9 %       | 445                      |
| Forêts de feuillus                                                                  | 14,3 %      | 924                      |
| Forêts de conifères                                                                 | 2,2 %       | 143                      |
| Forêts mélangées                                                                    | 23,6 %      | 1526                     |
| Végétation sclérophylle                                                             | 6,1 %       | 394                      |
| Forêt et végétation arbustive en mutation                                           | 1,1 %       | 69                       |
| Marais intérieurs                                                                   | 0,1 %       | 7                        |
| Source : Corine Land Cover                                                          |             |                          |

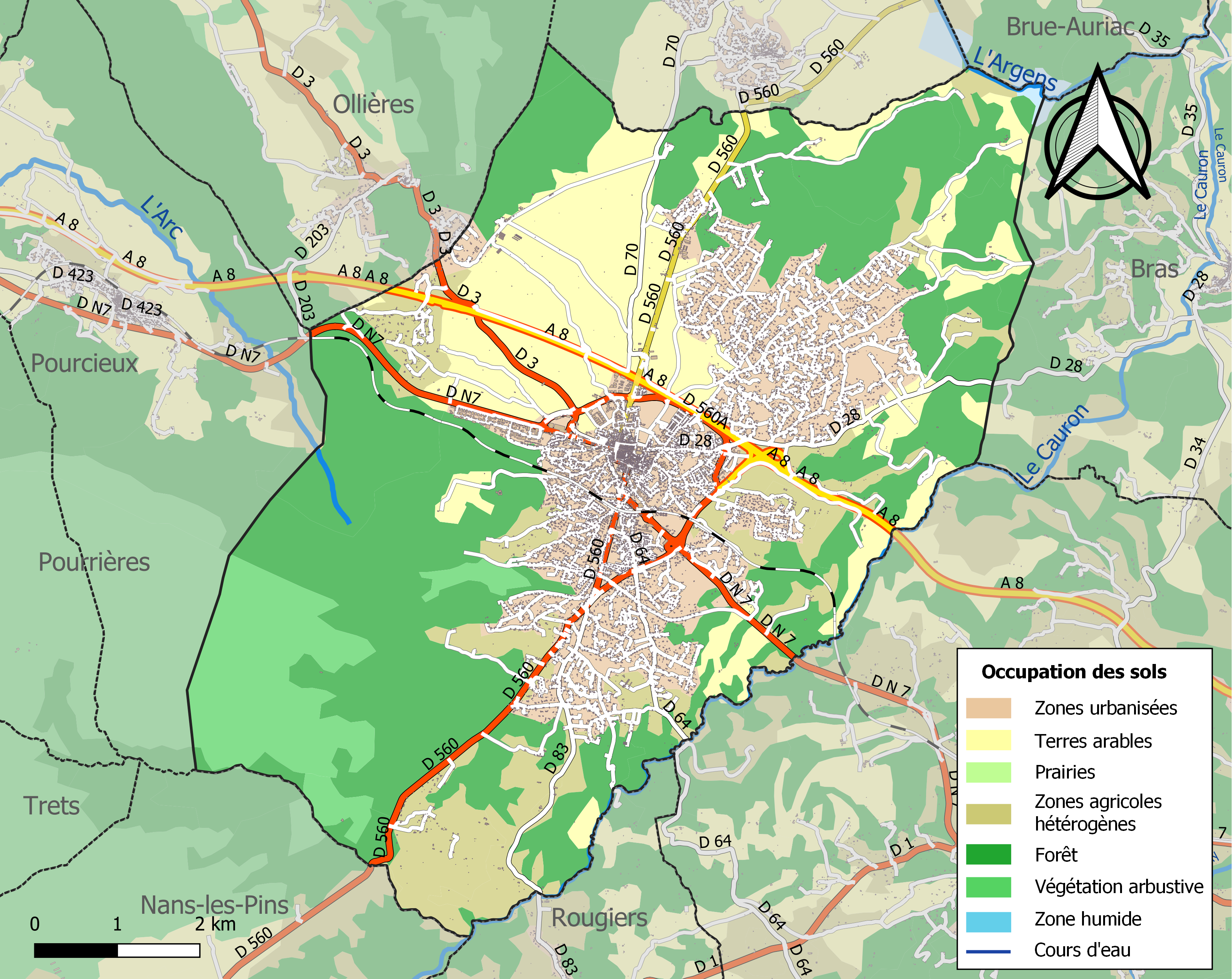
Carte des infrastructures et de l'occupation des sols de la commune en 2018 (CLC).

L'occupation des sols simplifiée de la commune en 2018 est la suivante : forêt (40,1 %), zones urbanisées (21,5 %), cultures permanentes (16,9 %), zones agricoles hétérogènes (13,1 %), végétation arbustive et/ou herbacée (7,2 %), terres arables (0,6 %), zones industrielles ou commerciales et réseaux de communication (0,6 %), zones humides intérieures (0,1 %).
La commune dispose d'un plan local d'urbanisme, et se trouve dans l'aire du schéma de cohérence territoriale de la Provence Verte Verdon,.

## Toponymie
Meyronne (lieu-dit et rivière) la mention la plus ancienne est Matrona Xe siècle, issu du gaulois « Déesse Mère des sources »,. Cf. la Marne (rivière).
Saint-Maximin fait référence à Maximin d'Aix, premier évêque d'Aix-en-Provence selon la tradition catholique.
Un décret en date du 3 avril 1920 change le nom de la commune : « Saint-Maximin » devient « Saint-Maximin-la-Sainte-Baume ».
Saint-Maximin-la-Sainte-Baume s'écrit en provençal Sant Meissemin la Santo Baumo selon la norme mistralienne, et Sant Maissemin de la Santa Bauma selon la norme classique. La prononciation locale est /[saŋ mejsiˈmiŋ/].
Ses habitants sont appelés les Saint-Maximinois.

## Histoire

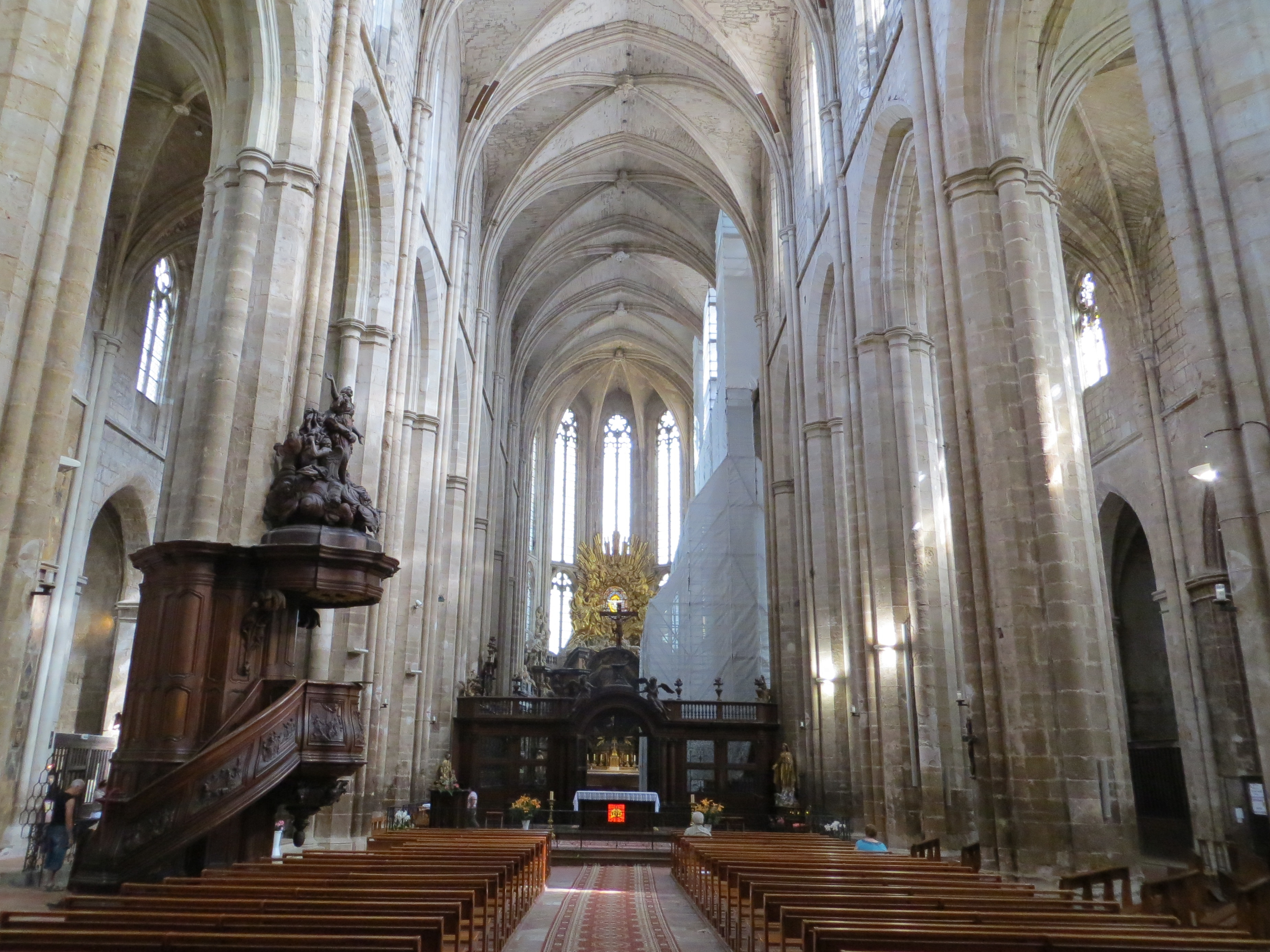
Intérieur de la basilique.

Villa-Latta, petite bourgade gallo-romaine, qui après la mort de saint Maximin prit son nom, doit sa célébrité depuis le XIIIe siècle à la découverte de tombeaux attribués à saint Maximin et sainte Marie Madeleine.
Selon la tradition, Marie Madeleine, après avoir passé de longues années de contemplation dans son ermitage (la grotte de la Sainte-Baume), aurait été ensevelie dans la crypte de saint Maximin. Baume est l’équivalent provençal de « grotte ».
Les reliques, cachées le 6 décembre 710 dans la crainte des Sarrasins qui dévastaient la région, sont découvertes en 1279 par Charles d’Anjou qui, sur l’emplacement de la crypte, fit édifier, sous la direction de l'évêque de Sisteron Pierre d'Alamanon, un vaste ensemble religieux prévu pour accueillir 100 frères prêcheurs : une basilique et à côté un couvent. Il y installe les dominicains comme gardiens du tombeau. L'ensemble des constructions s'étala sur plus de deux siècles.
Charles IX passe dans la ville lors de son tour de France royal (1564-1566), accompagné de la Cour et des Grands du royaume : son frère le duc d’Anjou, Henri de Navarre, les cardinaux de Bourbon et de Lorraine.
À la Révolution, les dominicains sont chassés, mais la basilique et le couvent ont la bonne fortune d’abriter Lucien Bonaparte, frère cadet de Napoléon. Il se marie, en 1794, avec la fille de son aubergiste. Remuant, bon orateur, Lucien, dit Brutus, est devenu président du club jacobin local. Il établit un dépôt de vivres dans la basilique et sauve les grandes orgues en y faisant jouer La Marseillaise.
Elle fut chef-lieu de district de 1790 à 1795. Elle a pris pendant un temps le nom de Marathon en honneur de Marat.

### La Préhistoire
La préhistoire de Saint-Maximin est encore mal connue, bien que certaines traces des hommes du Paléolithique aient été repérées au bord de la plaine. Dès le Néolithique, les traces deviennent abondantes, puisque les populations se fixent et se multiplient. L'apparition de l'élevage, de l'agriculture, de la poterie, puis de la métallurgie se traduit à Saint-Maximin par une occupation de l'ensemble de la plaine. Vers la fin de l'âge du fer, les populations semblent s'être stabilisées. Ces peuplades celto-ligures ont des soucis de protection puisqu'elles construisent des places fortes, les « Oppida », sur des sommets faciles à isoler : le Défend et le mont Aurélien. La romanisation de Saint-Maximin a commencé par des échanges commerciaux avec des négociants de la République de Marseille. Ces derniers firent appel aux Romains pour combattre les pirates ligures et par la même occasion les tribus qui contrôlaient l'arrière-pays.

### Époque gallo-romaine
Les Ligures avait construit un oppidum sur la colline du Deffends au sud de Saint-Maximin. Après la victoire des légions de Caius Marius en 102 av. J.-C. les Romains s'installent dans la plaine, autour de plusieurs fermes dispersées. L'une d'elles, la Villalatta, située sur l'actuelle place Malherbe servait de centre d'échange et de regroupement.
Au Ve siècle, la ville accueille un monastère cassianite. La crypte de la basilique et le baptistère au sud de celle-ci témoigne de l'importance de cette première implantation chrétienne.

### Moyen Âge
En 1038, l’abbaye Saint-Victor de Marseille reçoit des terres autour d’une villa qui constitue le centre de peuplement de la vallée. Un chevalier tente de s’établir parallèlement, et d’attirer la population autour du castrum de Rodenas. Mais la tentative seigneuriale échoue, et Rodenas disparaît dès le XIIe siècle.
Le 9 décembre 1279, sur l'initiative du futur roi Charles II, est entreprise l'excavation d'un mausolée familial romain contenant quatre sarcophages en marbre que l'on attribue à sainte Marie Madeleine, saint Maximin et saint Sidoine. Cette découverte constitue à ce jour la plus ancienne entreprise de fouille archéologique en Provence.
La mort de la reine Jeanne Ire ouvre une crise de succession à la tête du comté de Provence, les villes de l’Union d'Aix (1382-1387) soutenant Charles de Duras contre Louis Ier. Saint-Maximin fait partie de l’Union d’Aix, avant de prêter hommage le 11 novembre 1387 à Marie de Blois, régente de Louis II d'Anjou.
La vieille ville (se situant au cœur de Saint-Maximin), a abrité durant le Moyen Âge une forte communauté juive qui avait de grandes richesses artistiques,,,,.
La vieille ville contient le Couvent Royal, Les Arcades, l'Hôtel-Dieu, et la basilique.

### Révolution française
Peu avant la Révolution française, l’agitation monte. Outre les problèmes fiscaux présents depuis plusieurs années, la récolte de 1788 avait été mauvaise et l’hiver 1788-1789 très froid. L’élection des États généraux de 1789 avait été préparée par celles des États de Provence de 1788 et de janvier 1789, ce qui avait contribué à faire ressortir les oppositions politiques de classe et à provoquer une certaine agitation. C’est au moment de la rédaction des cahiers de doléances, fin mars, qu’une vague insurrectionnelle secoue la Provence. Une émeute frumentaire se produit à Saint-Maximin les 26 et 27 mars. Des paysans perquisitionnent les possédants pour trouver du grain, faire pression pour obtenir des remises de dettes, voire extorquer de l’argent. Immédiatement après l’émeute, une garde bourgeoise est constituée pour prévenir toute nouvelle révolte. La réaction consiste aussi dans l’envoi de troupes, puis des poursuites judiciaires sont diligentées, mais les condamnations ne sont pas exécutées, la prise de la Bastille comme les troubles de la Grande peur provoquant, par mesure d’apaisement, une amnistie début août, sauf peut être une pendaison.

Le nom révolutionnaire de Saint-Maximin fut Marathon, non par une référence à la Grèce antique mais en hommage à Jean-Paul Marat, assassiné en 1793.

## Politique et administration

### Budget et fiscalité
Les comptes 2000 à 2020 de la commune,.

#### Budget et fiscalité 2020

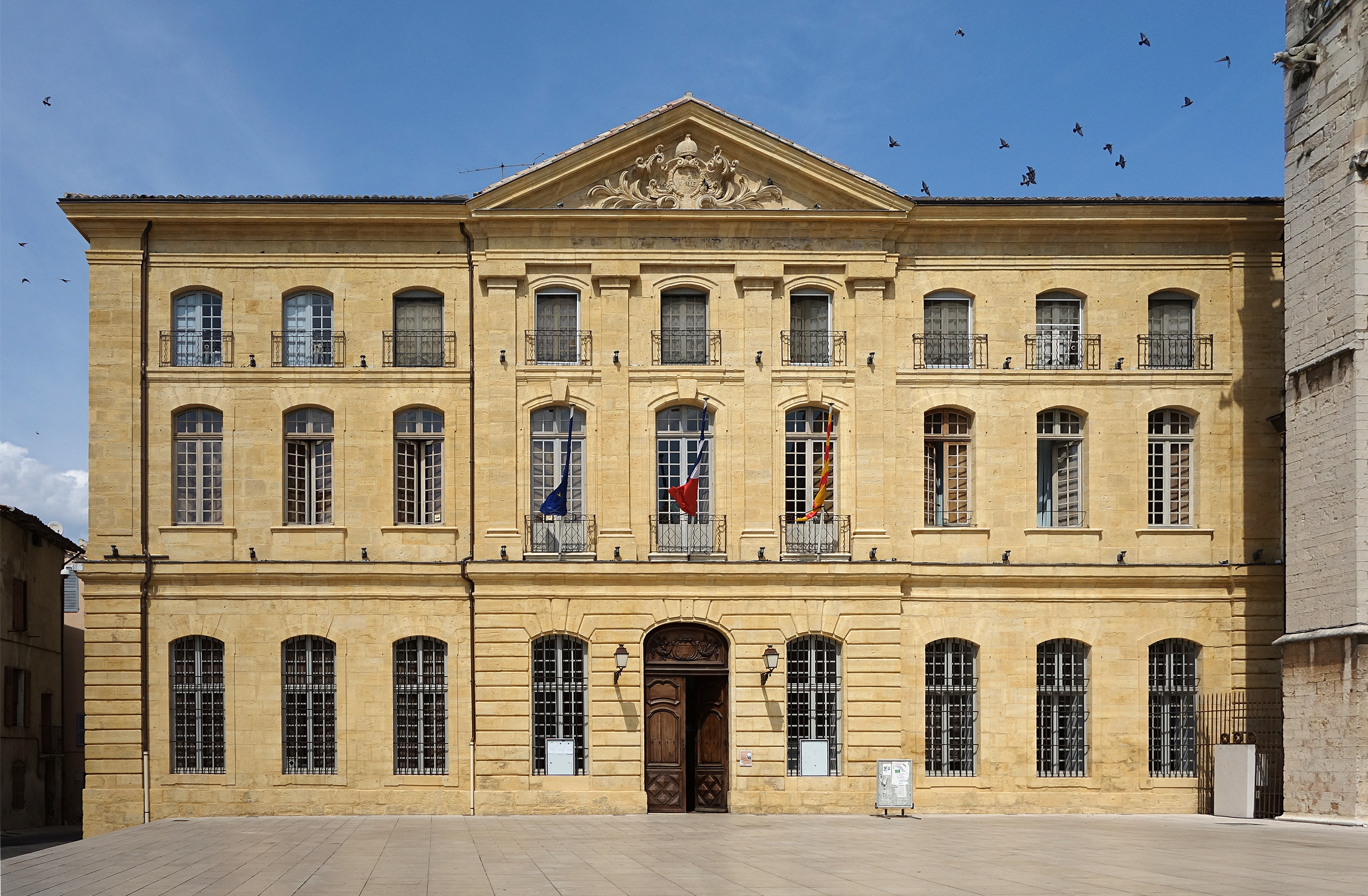
Hôtel de ville.

En 2019, le budget de la commune était constitué ainsi :
- total des produits de fonctionnement : 16 477 000 €, soit 976 € par habitant ;
- total des charges de fonctionnement : 15 638 000 €, soit 926 € par habitant ;
- total des ressources d’investissement : 4 023 000 €, soit 238 € par habitant ;
- total des emplois d’investissement : 3 260 000 €, soit 193 € par habitant.
- endettement : 11 926 000 €, soit 706 € par habitant.

Avec les taux de fiscalité suivants :
- taxe d’habitation : 14,85 % ;
- taxe foncière sur les propriétés bâties : 23,17 % ;
- taxe foncière sur les propriétés non bâties : 94,96 % ;
- taxe additionnelle à la taxe foncière sur les propriétés non bâties : 0 % ;
- cotisation foncière des entreprises : 0 %.

Chiffres clés Revenus et pauvreté des ménages en 2018 : médiane en 2018 du revenu disponible, par unité de consommation : 22 550 €.

### Tendances politiques et résultats
Saint-Maximin-la-Sainte-Baume fait partie de la sixième circonscription électorale du Var.

### Liste des maires
Depuis la Libération, dix maires se sont succédé à la tête de la commune.
| Période       | Période                  | Identité                    | Étiquette    | Qualité |
| ------------- | ------------------------ | --------------------------- | ------------ | --- |
| août 1944     | octobre 1947             | Mel Paul Bertin             | PCF          | Maraîcher - Président de la délégation municipale Élu en 1945 |
| octobre 1947  | mai 1953                 | Jean Porte                  |              | |
| mai 1953      | mars 1959                | Jean Marie Florent          |              | |
| mars 1959     | mars 1977                | Paul Barles                 | DVG puis PS  | Conseiller général du canton de Saint-Maximin (1955 → 1985) Réélu en 1965 et 1971 |
| mars 1977     | mars 1989                | Émile Olivier               | PS           | Régisseur d’un domaine viticole Conseiller général du canton de Saint-Maximin (1985 → 1998) Réélu en 1983                                                                                       |
| mars 1989     | avril 1993               | Lucien Ginot                | PS           | |
| avril 1993    | juin 1995                | Émile Olivier               | UDF          | Régisseur d’un domaine viticole Conseiller général du canton de Saint-Maximin (1985 → 1998) |
| juin 1995     | octobre 2002 (démission) | Horace Lanfranchi           | UDF puis UMP | Enseignant Conseiller général du canton de Saint-Maximin (1998 → 2015) Président du conseil général du Var (2002 → 2015) Président de la CC Sainte-Baume Mont-Aurélien (? → 2008) Réélu en 2001 |
| octobre 2002  | mars 2008                | Gabriel Rinaudo             | UMP          | Président de la CC Sainte-Baume Mont-Aurélien (2008 → 2014) |
| mars 2008     | mars 2014                | Alain Pénal                 | UMP          | |
| mars 2014     | octobre 2017 (démission) | Christine Lanfranchi Dorgal | UMP-LR       | Attachée territoriale Sénatrice du Var (2017 → ) Présidente de la CC Sainte-Baume Mont-Aurélien (2014 → 2016)                                                                                   |
| novembre 2017 | Juin 2020                | Horace Lanfranchi           | LR           | Retraité de l'enseignement Ancien président du conseil général du Var (2002 → 2015) |
| juin 2020     | en cours                 | Alain Decanis               | DVG          | |

### Politique environnementale
La commune fait partiellement partie du nouveau parc naturel régional de la Sainte-Baume, créé par décret du 20 décembre 2017.

### Jumelages
- San Vincenzo (Italie) depuis 1999.

## Population et société

### Démographie

#### Évolution démographique
L'évolution du nombre d'habitants est connue à travers les recensements de la population effectués dans la commune depuis 1793. Pour les communes de plus de 10 000 habitants les recensements ont lieu chaque année à la suite d'une enquête par sondage auprès d'un échantillon d'adresses représentant 8 % de leurs logements, contrairement aux autres communes qui ont un recensement réel tous les cinq ans,.

En 2022, la commune comptait 17 691 habitants, en évolution de +7,95 % par rapport à 2016 (Var : +4,98 %, France hors Mayotte : +2,11 %).
| 1793  | 1800  | 1806  | 1821  | 1831  | 1836  | 1841  | 1846  | 1851  |
| ----- | ----- | ----- | ----- | ----- | ----- | ----- | ----- | ----- |
| 3 300 | 3 717 | 2 980 | 3 723 | 3 637 | 3 637 | 3 685 | 3 673 | 3 644 |

| 1856  | 1861  | 1866  | 1872  | 1876  | 1881  | 1886  | 1891  | 1896  |
| ----- | ----- | ----- | ----- | ----- | ----- | ----- | ----- | ----- |
| 3 460 | 3 562 | 3 435 | 3 337 | 3 387 | 3 085 | 2 751 | 2 582 | 2 419 |

| 1901  | 1906  | 1911  | 1921  | 1926  | 1931  | 1936  | 1946  | 1954  |
| ----- | ----- | ----- | ----- | ----- | ----- | ----- | ----- | ----- |
| 2 489 | 2 595 | 2 514 | 2 212 | 2 328 | 2 399 | 2 411 | 2 371 | 2 509 |

| 1962  | 1968  | 1975  | 1982  | 1990  | 1999   | 2006   | 2011   | 2016   |
| ----- | ----- | ----- | ----- | ----- | ------ | ------ | ------ | ------ |
| 2 755 | 3 180 | 4 013 | 5 511 | 9 594 | 12 402 | 14 183 | 14 587 | 16 388 |

| 2021   | 2022   | - | - | - | - | - | - | - |
| ------ | ------ | - | - | - | - | - | - | - |
| 17 631 | 17 691 | - | - | - | - | - | - | - |

#### Pyramide des âges
En 2018, le taux de personnes d'un âge inférieur à 30 ans s'élève à 33,2 %, soit au-dessus de la moyenne départementale (30,2 %). À l'inverse, le taux de personnes d'âge supérieur à 60 ans est de 26,9 % la même année, alors qu'il est de 32,5 % au niveau départemental.
En 2018, la commune comptait 8 054 hommes pour 8 520 femmes, soit un taux de 51,41 % de femmes, légèrement inférieur au taux départemental (51,95 %).
Les pyramides des âges de la commune et du département s'établissent comme suit.
| Hommes | Classe d’âge | Femmes |
| ------ | ------------ | ------ |
| 0,5    | 90 ou +      | 1,7    |
| 6,8    | 75-89 ans    | 8,0    |
| 18,1   | 60-74 ans    | 18,8   |
| 22,6   | 45-59 ans    | 21,8   |
| 17,3   | 30-44 ans    | 18,0   |
| 14,9   | 15-29 ans    | 15,0   |
| 19,7   | 0-14 ans     | 16,7   |

| Hommes | Classe d’âge | Femmes |
| ------ | ------------ | ------ |
| 1      | 90 ou +      | 2,3    |
| 10,1   | 75-89 ans    | 12,6   |
| 19,7   | 60-74 ans    | 21     |
| 20     | 45-59 ans    | 19,9   |
| 17,3   | 30-44 ans    | 16,7   |
| 15,4   | 15-29 ans    | 13,2   |
| 16,4   | 0-14 ans     | 14,3   |

### Enseignement
Établissements d'enseignements :

#### Crèches
- Le pôle enfance Jean-Doriac, trois crèches de 40 places (capacité d'accueil 120 enfants), inauguré le 14 décembre 2008.

#### Écoles maternelles
- Victor-Hugo
- Grand-Pin
- Paul-Barles
- Paul-Verlaine
- Sainte-Marie-Madeleine (privée)
- École EIP Galilée (école privée accueillant les enfants précoces et les enfants en difficultés scolaires)

#### Écoles élémentaires
- Victor-Hugo
- Paul-Barles
- Jean-Jaurès
- Jean-Moulin
- École Sainte-Marie-Madeleine (privée)
- École EIP Galilée (école privée accueillant les enfants précoces et les enfants en difficultés scolaires)

#### Enseignement secondaire
- Collège Henri-Matisse
- Collège Leï Garrus

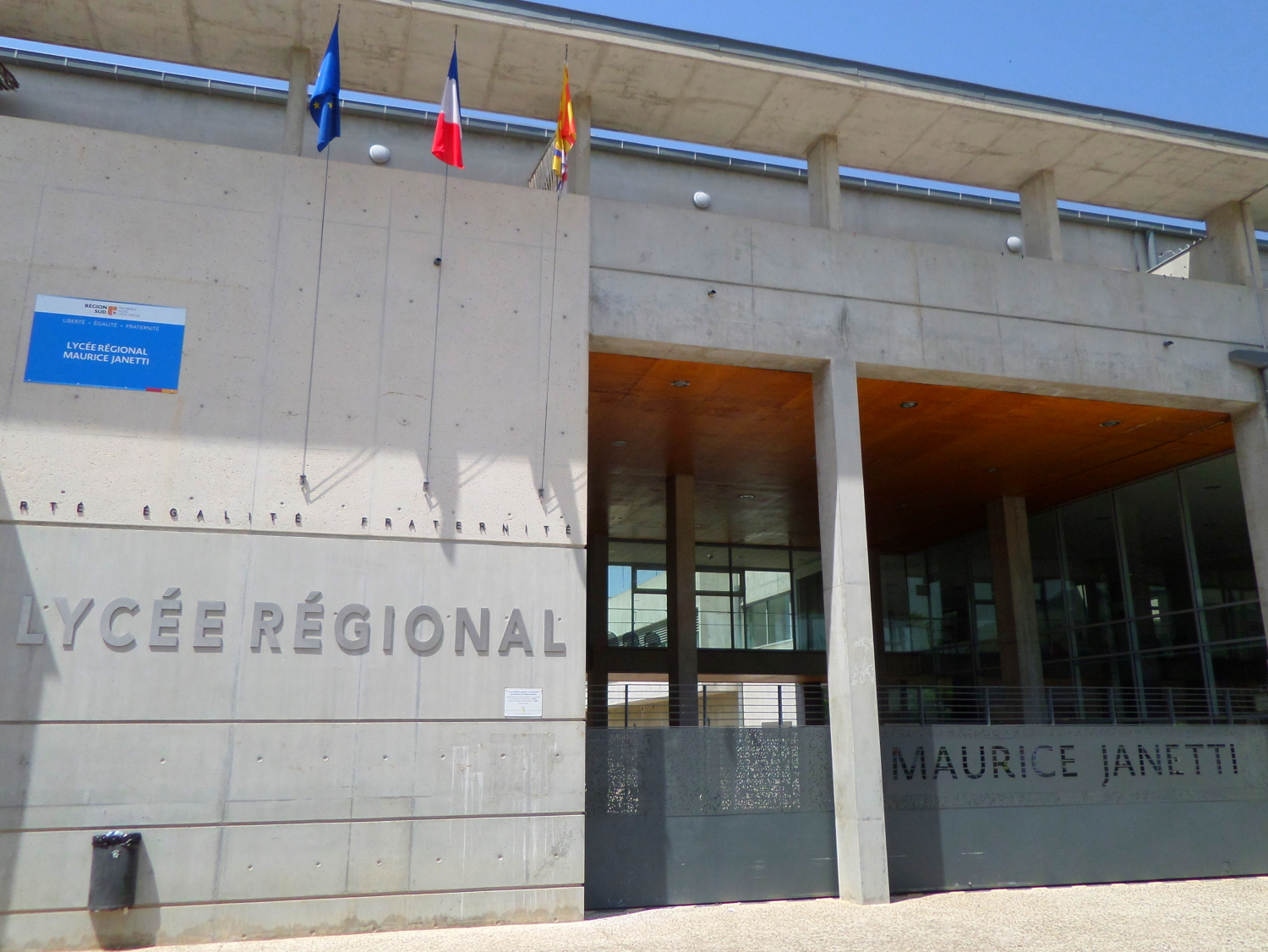
Lycée Maurice-Janetti.

- Institution Sainte-Jeanne-d'Arc (collège et lycée privés)
- Lycée polyvalent Maurice-Janetti
- Lycée d'enseignement agricole privé (LEAP) : il dispose depuis octobre 2009 de 650 m2 de modules photovoltaïques sur toiture, qui devraient produire 105 MWh/an[62].
- Centre de formation d'apprentis (CFA).

### Manifestations culturelles et festivités
- 34e édition des Journées européennes du patrimoine[63],
- 3e édition des Rencontres de l'art contemporain[64].

### Santé
Professionnels et établissements de santé :
- Médecins,
- Pharmacies,
- Hôpitaux à Saint-Maximin-la-Sainte-Baume, Nans-les-Pins, Brignoles,
- Centre hospitalier de la Dracénie.

### Sports
- Natation
- Course à pied, trail (SMAC - Saint Maximin Athlétic Club). Organisation de l'Aurélien Trail chaque année au mois de mai ainsi que du semi-marathon et des 10 km des vignobles au mois de septembre.
- Badminton
- Basket-ball
- Pétanque et jeu provençal (La boule provençale)
- Rugby à XV (Rugby club de Saint Maximin)
- Football (Olympique Saint-Maximinois)
- Karaté Tode
- Tir à l'arc (Mohicans Maximinois)
- Taekwondo (Taekwondo Club Varois)
- Tennis :
  - Tennis De L'Auvière
  - Tennis Club municipal
- Club gymnique Saint Maximinois
- Handball
- Boxe anglaise (Team Sanchez)
- Twirling pompon (St Max System)

L'association La Boule provençale a pour but de faire découvrir la pratique de la pétanque et du jeu provençale. Avec plus de 200 membres cette association est une des plus importantes de la commune.

### Médias
- Radio Sainte-Baume, radio locale de la Sainte-Baume.

## Économie

### Agriculture
Saint-Maximin regorge de grands espaces agricoles en particulier viticole sur toute sa périphérie. Même si depuis quelques années cela tend à disparaître avec l'expansion démographique, la commune conserve son patrimoine agricole.
Les domaines viticoles
- Domaine de la Batelière,
- Domaine Saint-Jean-le-Vieux,
- Le Cellier de la Sainte-Baume,
- Vignobles Arnaud,
- Domaine de Saint-Mitre,
- Domaine du Deffends.

Les Producteurs du terroir.
- Brasseries,
- Élevages de moutons et de volailles,
- Élevages caprins, transformation fromagère,
- Apiculteurs,
- Confiserie, nougat, confiture, glace.

### Tourisme[68]
- Restaurants, brasseries[69].
- Hôtels[70], gîtes, chambres d'hôtes[71].
- Centre d'interprétation de l'architecture et du patrimoine (CIAP)[72]. L'antenne de Saint-Maximin, dans l'ancien hôtel Dieu, porte sur « les patrimoines, la culture et les paysages »[73].

### Parc d'activité

#### Commerces
Saint-Maximin dispose sur son territoire de trois zones d'activités :
- Zone commerciale de la Laouve ;
- Zone artisanale du chemin d'Aix ;
- Zone commerciale Garnier.

Ces zones d'activités sont définies, aménagées et gérées par la communauté de communes Sainte-Baume Mont-Aurélien.

## Culture locale et patrimoine

### Lieux et monuments

#### La basilique

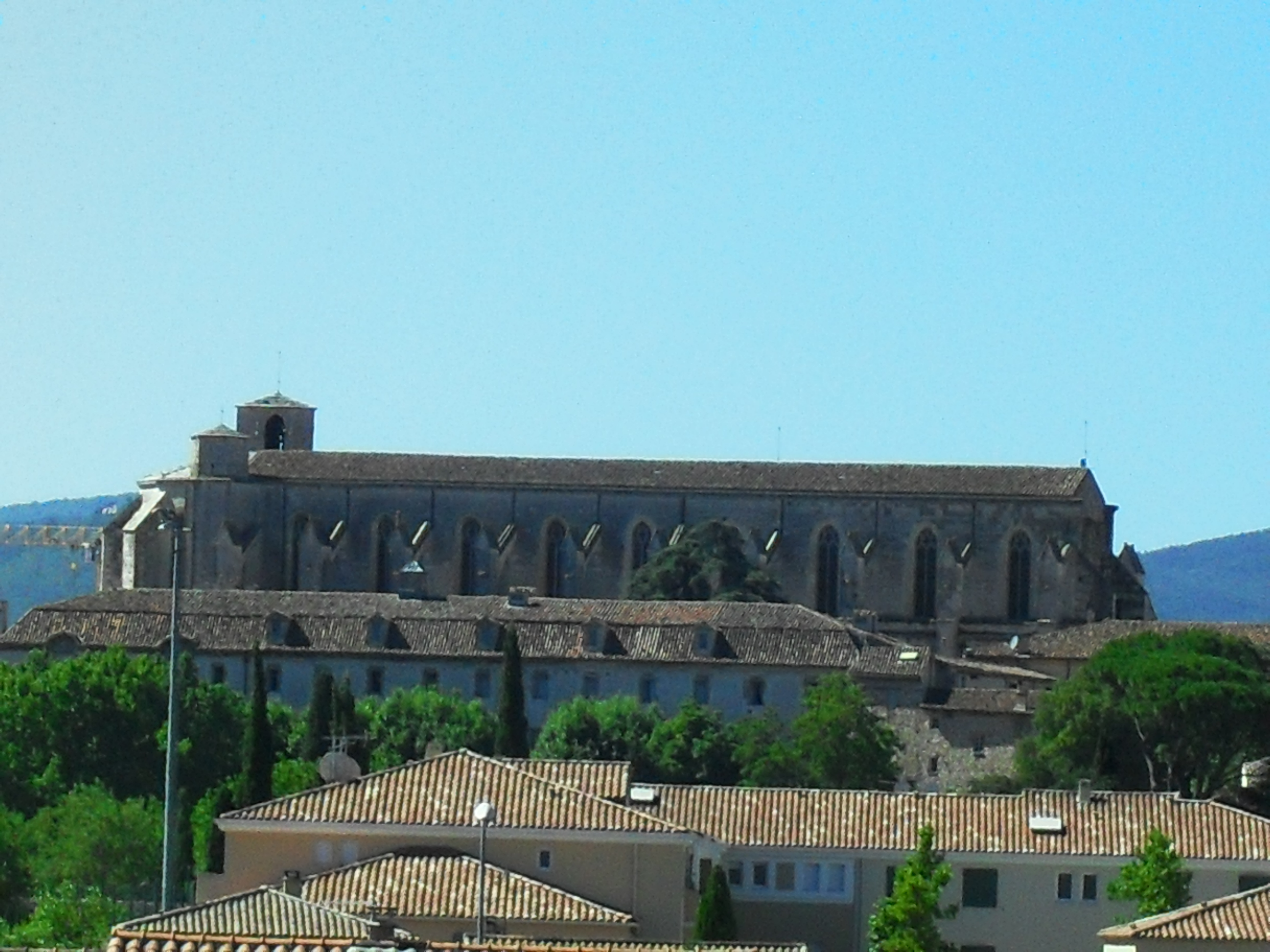
La basilique vue de l'extérieur de la ville.

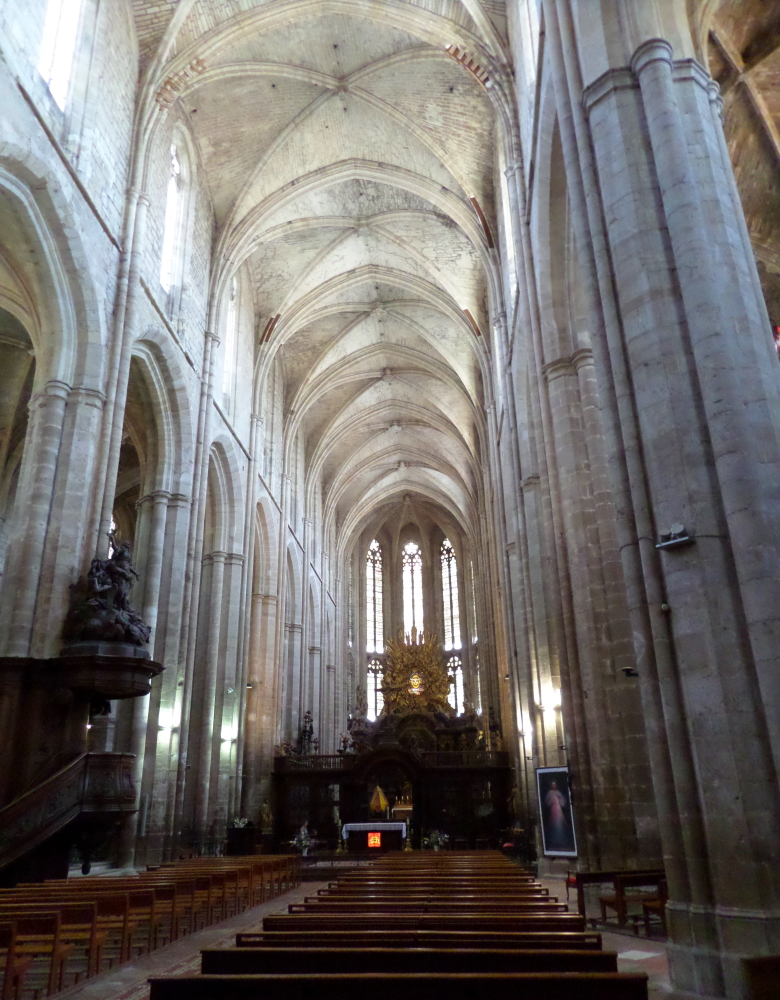
Intérieur de la basilique.

À l’extérieur, l’aspect trapu de la basilique est dû à l’absence de clocher, à sa façade inachevée, aux contreforts massifs qui soutiennent, en s’élevant très haut, les murs de la nef. Il n’y a ni déambulatoire ni transept.
L’intérieur comprend une nef, un chœur et deux bas-côtés aux lignes sobres et pures. C’est le plus important exemple de style gothique en Provence.

##### Construction
1295-1316 (abside et chœur) : construite sur l’emplacement d’une vieille église mérovingienne, sur les plans de Pierre d’Angicourt, architecte des rois de Naples (dont le Château-Neuf à Naples), comtes de Provence, les travaux furent entrepris et interrompus pendant près d’un siècle.
1404 : la crypte de l’ancienne église fut nivelée à hauteur du sol de la nouvelle basilique.
1508-1532 : les travaux furent portés en l’état où ils se trouvent aujourd’hui.

##### Grand orgue

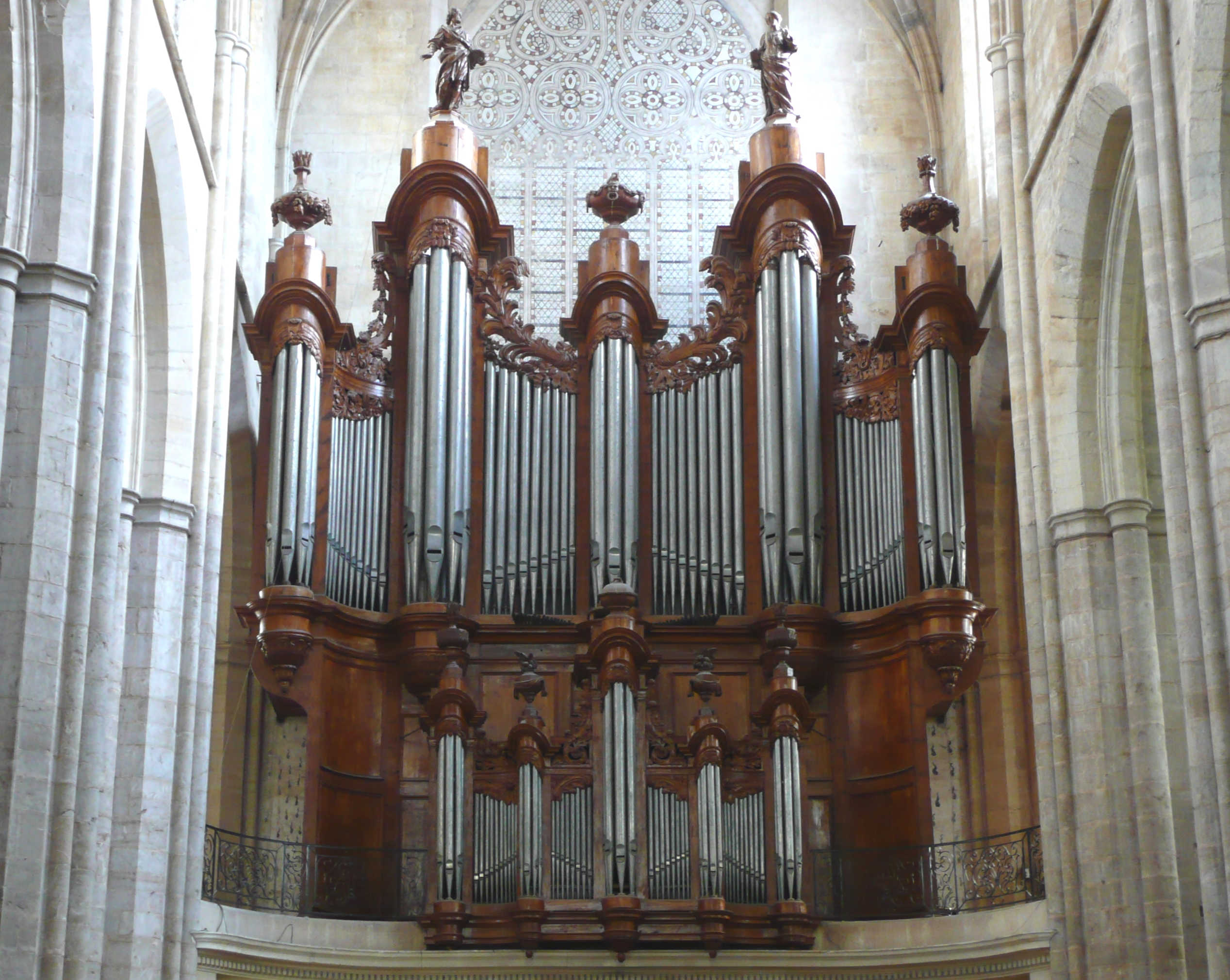
Orgue Isnard à l'intérieur de la basilique.

La construction du grand orgue par le  facteur d'orgue Jean-Esprit Isnard aidé de son neveu Joseph, dura de 1772 à 1774.
En 1793, l'organiste Fourcade sauva l'orgue de la destruction en y jouant la Marseillaise en présence des conventionnels Barras et Fréron.
La transmission mécanique ainsi que la soufflerie ont été refaites à neuf par François Mader vers 1880. La poursuite de ces travaux, en 1924-1925 et 1926-1927, n’ayant jamais donné satisfaction, elle eut pour seul avantage de surseoir à l’intervention sur la partie vulnérable de l’instrument, la tuyauterie.
En 1954, Norbert Dufourcq, alors rapporteur de la Commission des monuments historiques, élabore un important projet de modernisation et de reconstruction de l'orgue. Il prévoit notamment  la suppression de plusieurs jeux et de repousser d'un demi-ton tous les claviers afin d'obtenir le diapason actuel. Plusieurs spécialistes et organistes de renom s'opposèrent à un tel massacre et le projet fut finalement abandonné. Pierre Chéron a joué le premier rôle dans ce sauvetage par l’étude minutieuse de l’instrument qui lui permit d’analyser et de faire comprendre la technique employée par le frère Isnard. La même année 1954 les concerts d'André Marchal dans la basilique montrèrent que l'orgue n'avait nul besoin d'être modifié pour attirer les mélomanes.
Sous l’impulsion de Pierre Cochereau et de Pierre Rochas, médecin et organologue, l’année 1962 vit naître la première Académie de l’orgue classique français qui assura un rayonnement international à l'orgue.
L'orgue a finalement subi une restauration méticuleuse par Yves Cabourdin entre 1986 et 1991.
En 2007, Jiri Zurek, membre de l’Institut pour les études classiques de l’Académie des sciences tchèque, et son équipe, ont numérisé le son de chaque tuyau de l’orgue de la basilique. Cet enregistrement a été archivé dans le cadre du projet européen « Sonus paradisi »,.
Il se compose d'un double buffet, de 4 claviers, 43 jeux et 2 960 tuyaux, tous d'origine. Il est surtout apprécié pour l'enregistrement des compositeurs de l'école française d’orgue, mais les sonorités complexes de ses trompettes et de ses jeux d'anches lui permettent d'aborder tout type de répertoire.

#### Couvent Royal de Saint Maximin la Sainte Baume
Le Couvent Royal de Saint-Maximin-la-Sainte-Baume, commencé au XIIIe siècle, en même temps que la basilique à laquelle il s'adosse, fut achevé au XVe siècle. Administré par les Dominicains, il est aujourd'hui converti en  hôtel.

Le cloître, d'une grande pureté de lignes, compte 32 travées. Autour des galeries se répartissent une ancienne chapelle aux belles voûtes surbaissées et l'ancien réfectoire des religieux. La salle capitulaire, qui s'ouvre par une porte flanquée de deux fenêtres, présente une belle voûte gothique sur de fines colonnettes aux chapiteaux ornés de feuillage et prenant appui sur des culs-de-lampe placés très bas.

#### L'hôtel de ville
Les travaux de la construction de l'hôtel de ville ont débuté en 1750. Les plans ont été dessinés par Jean-Baptiste Franque, architecte de la cour de France en remplacement d'un édifice vétuste.
Vendu comme bien national à la Révolution française, l'immeuble fut acheté pour y installer la mairie.

### Personnalités liées à la commune
- Christine Boyer (1771-1800), première femme de Lucien Bonaparte.
- Charlotte Bonaparte Gabrielli (1795-1865), fille ainée de Lucien Bonaparte et Christine Boyer.
- Martin Bidouré (1825-1851), héros et martyr de la résistance varoise au coup d’État du 2 décembre 1851, pris par les soldats et fusillé deux fois. Une place porte son nom.
- Honorine Rondello (1903-2017), doyenne des Français, a vécu dans la commune[80].

### Saint-Maximin-la-Sainte-Baume dans les arts et la culture
Le téléfilm La Controverse de Valladolid, de Jean-Daniel Verhaegue, a été tourné pour l'essentiel dans la chapelle du couvent royal.

### Héraldique
D'or à quatre pals de gueules, une fleur de lis d'argent brochant sur le tout au point d'honneur,.